# Микола Лисенко
Микола Виталионович Лисенко (на украински: Мико́ла Віта́лійович Ли́сенко) е украински композитор, пианист, диригент, музикален педагог, музиколог и фолклорист (събирач на украински песенен фолклор) в Руската империя.
Сред най-популярните му музикални творби са химните „Молитва за Украйна“ („Молитва за Україну“), „Вечният революционер“ („Вічний революціонер“) и оперите „Тарас Булба“ и „Наталка Полтавка“.

## Биография
Микола Лисенко е роден в в с. Гринки, Полтавска област през 1842 г. Произхожда от стария казашки род Лисенко. Баща му Виталий Романович е полковник от Орденския кирасирски полк. Майка му Олга Еремеевна произхожда от помешчическия род Луценко. Има брат Андрий а сестра му София е съпругата на украинския писател Михайло Старицки.
В ранните си години Микола Лисенко се обучава в дома си под наставлението на известния руски поет Афанасий Афанасиевич Фет.
На 5-годишна възраст родителите му забелязват музикалния талант на момчето и наемат учител по музика. След като завършва домашното си обучение, за да се подготви за гимназията, Микола се премества в Киев, където учи първо в пансиона на Вайл, а след това в пансиона на Гедуен.
През 1855 г. Микола Лисенко е изпратен във втора гимназия в Харков. Докато учи в гимназията, той взема частни уроци по музика при руския композитор Николай Дмитриевич Дмитриев, като постепенно става известен пианист в Харков. Канен е на различни вечери и балове, където изпълнява пиеси на Бетовен, Моцарт, Шопен, свири танци и импровизира по теми от украински народни мелодии. След като завършва гимназията, постъпва в Естествения факултет на Императорския университет в Харков. Година по-късно обаче родителите му се преместват в Киев и Микола Виталионович се премества в Катедрата по естествени науки на Физико-математическия факултет на Киевския императорски университет. След по-малко от година след завършването си през 1864 г. Лисенко получава докторска степен по природни науки, като защитава тезата си на тема: „За размножаването на нишковидни водорасли“.
След завършване на Киевския императорски университет и кратка служба Лисенко решава да получи и висше музикално образование. През септември 1867 г. постъпва в Лайпцигската консерватория, считана за една от най-добрите в Европа. Негови учители по пиано са Карл Райнеке, Игнац Мошелес и Ернст Венцел, а по композиция му преподава Ернст Фридрих Рихтер. Именно там Микола Виталиевич осъзнава, че е по-важно да се събира, развива и създава украинската музика, отколкото да се копират западни класици.
През лятото на 1868 г. се жени за Олга Александровна О'Конър, която е негова племенница и е с 8 години по-млада. След 12 години брак обаче Микола и Олга, без да стигат до развод, се разделят поради липсата на деца.
След успешно завършване на обучението си в Лайпцигската консерватория през 1869 г. се завръща в Киев, където живее. От 1874 до 1876 г. Лисенко усъвършенства майсторството си в областта на симфоничната оркестрация в Петербургската консерватория в класа на Николай Римски-Корсаков), където повече от 40 години се ангажира с творческа, преподавателска и социална дейност. Участва в организирането на неделно училище за селски деца, по-късно участва и в подготовката на „Речник на украинския език“, в обработката на народни мелодии, в преброяването на населението на Киев, в работата на Югозападния клон на Руското географско дружество.
През 1878 г. заема длъжността учител по пиано в Института за благородни девици. През същата година сключва граждански брак с Олга Антонивна Липска, която е пианистка и негова ученичка. Композиторът я среща по време на концерти в Чернигов. От този брак Лисенко има 5 деца (Екатерина, Маряна, Галина, Тарас, Остап). Олга Липска умира, след като ражда последното дете, през 1900 г.
През есента на 1904 г. Лисенко започва работа в Музикално-драматичното училище в Киев (от 1913 г. то носи неговото име), организирано от самия него. Лисенко преподава пиано в училището. Това училище и М. Лисенко като негов директор са следени от имперските власти. През февруари 1907 г. Лисенко е арестуван, но на следващата сутрин е освободен.
Лисенко умира от сърдечен удар на 6 ноември 1912 г. Поклонението е извършено във Володимирския храм в Киев, а хорът, водил погребалното шествие, наброява 1200 души. Погребан е на гробището Байкове кладовишче в Киев.

## Творчество
Докато учи в Киевския университет, стремейки се да придобие възможно най-много музикални знания, Микола Лисенко изучава оперите на Михаил Глинка, запознава се с музиката на Рихард Вагнер и Роберт Шуман. От тогава събира и обработва украински народни песни.
По време на обучението си в Лайпцигската консерватория през октомври 1868 г. Лисенко публикува „Сборник от украински песни за вокал и пиано“ – първото издание на неговите преработки от четиридесет украински народни песни, които освен практическото си предназначение имат голяма научна и етнографска стойност. През същата 1868 г. пише първата си значима творба – „Завет“ (по стихотворението на Тарас Шевченко „Щом умра, ме погребете...“. Тази творба отваря цикъла „Музика към "Кобзар“, който включва над 80 вокални и инструментални произведения от различни жанрове, публикувани в седем серии, последната от които е публикувана през 1901 година.
Микола Лисенко е в центъра на музикалния и национално-културен живот на Киев. През 1872 – 1873 г. е член на дирекцията на Руското музикално общество и участва в неговите концерти, провеждани в Украйна; ръководи хор от 50 певци, организиран през 1872 г. във Филхармоничното дружество на любителите на музиката и пеенето; работи в „Кръга на любителите на музиката и пеенето“.
През 1874 година Лисенко пише оперетите „Черноморец“ и „Коледна нощ“ (по-късно преработена в опера), с които поставя основите на украинското национално оперно изкуство. През 1873 г. е публикувана първата му музикалнотеоретична творба за украинския музикален фолклор – „Характеристика на музикалните особености на малоруските думи и песни в изпълнение на кобзаря Остап Вересай“. През същия период композиторът създава много произведения за пиано, както и симфоничната фантазия по украински народни мотиви „Украинският казак-шумка“.
В периода на пребиваването си в Санкт Петербург Лисенко пише първата рапсодия по украински фолклорни мотиви, първи и втори концертни полонези и соната за пиано. Там той също започва работа по операта „Маруся Богуславка“ (недовършена).
През 1880 г. започва работа по най-значимата си творба – операта „Тарас Булба“, базирана на едноименната повест на Н. В. Гогол с либрето на Михайло Старицки, която завършва само десет години по-късно. През 1880-те години Лисенко пише такива произведения като „Удавница“, „Радвай се, поле неизказано“ – кантата по стиховете на Т. Шевченко; третото издание на „Коледна нощ“ (1883). През 1889 г. Лисенко създава и операта „Наталка Полтавка“ по пиесата на Иван Котляревски, през 1894 г. пише музиката на феерията „Вълшебен сън“ по текст на М. Старицки, а през 1896 г. – операта „Сафо“.
Сред авторските постижения на Микола Лисенко е необходимо да се отбележи и създаването на нов жанр – националната детска опера. От 1888 до 1893 г. той пише три детски опери по народни приказки с либрета на Днипрова Чайка (Людмила Березина): „Коза-Дереза“, „Пан Коцки“, „Зима и пролет, или Снежната кралица".
През 1905 г. Микола Лисенко заедно с Олександър Кошиц създава хоровото дружество „Боян“, с което организира хорови концерти с украинска, славянска и западноевропейска музика. Поради политически обстоятелства дружеството скоро се разпада.
В началото на XX век Лисенко пише музика за драматичните спектакли „Последната нощ“ (1903) и създава лирически романси по стихотворения на Иван Франко, Леся Украинка, Днипрова Чайка, Олександър Олес.
През последните години от живота си Лисенко написва редица произведения на свещената музика, които продължават цикъла „Херувими“, започнат от него в края на XIX век.

## Изследвания
Лисенко прави първите музикално-етнографски изследвания върху творчеството на слепия кобзар Остап Вересай, които публикува през 1873 – 4. В тях Лисенко демонстрира начин, по който украинският мелодичен материал да се различава от руските аналози чрез уникалния си подход към хроматизма.
Лисенко продължава да изследва и преписва репертоара на други кобзари от други украински региони като Опанас Сластион от Полтава и Павло Братица от Чернигов. Той прави задълбочено проучване и на украински народни инструменти като торбана (украински струнен музикален инструмент, подобен на теорбата). Колекцията му от есета за украинските народни инструменти го прави основател на украинската органология и един от първите органолози в Руската империя.

## Произведения

### Музикално-вокални произведения
- Цикълът „Музика към "Кобзар“ (1868 – 1901), който включва над 80 песни по стихове на Тарас Шевченко;
- "Сборник от украински песни за глас в съпровод на пиано [в 7 кн.: 1868; 1869; 1876; 1886; 1895; 1911];
- „Младост“ („Молодощі“;1876);
- Сборник от украински народни песни [в 12 кн.: 1885 – 1903].

Опери
- „Коледна нощ“ („Різдвяна ніч“ 1872; 1874 (2-ри вариант); 1883 (3-то издание);
- „Удавница“ („Утоплена“ 1883)
- „Наталка Полтавка“ (1889)
- „Тарас Булба“ (1890)
- „Сафо“ („Сапфо“ 1896 – 1904)
- „Вещицата“ („Відьма“ 1901, недовършена)
- „Енеида“ („Енеїда“ 1910)
- „Ноктюрн“ (1912)

Детски опери
- „Коза-Дереза“ (1888)
- „Пан Коцки“ (1891)
- „Зима и пролет, или Снежната кралица“ (1892)

Оперети
- „Черноморец“ (1872)

### Трудове по теория на музиката
- „Характеристика на музикалните особености на украинските думи и песни, изпълнявани от кобзаря Вересай“ (1873; Характеристика музичних особливостей українських дум і пісень, виконуваних кобзарем Вересаєм. В: Записки Юго-Западного Отдела Русского Географического Общества. Т. 1, К., 1874)
- "Музикално-фолклористки изследвания: записи (13, 138, 20) на украински народни песни (с варианти), песни от различни съседни народи, танци, маршове, думи от кобзари (Музично-фольклористичні праці)
- „За торбана и музиката на Видорт“ (Про торбан і музику Відорта. В: Киевская старина, 1892, кн. 2)
- „Народни музикални инструменти в Украйна“ (Боян. Народні музичні струменти на Вкраїнї – В: Зоря, Львів : видаване Науковим Товариством імені Шевченка, 1894 г.)